# Koichi Togashi
Koichi Togashi (født 15. juli 1971) er en tidligere japansk fodboldspiller og træner.
Han har spillet for flere forskellige klubber i sin karriere, herunder Verdy Kawasaki og Yokohama Flügels.
Han har tidligere trænet Tokyo Verdy.